# Riu Uruguai
El Riu Uruguai (Río Uruguay en castellà, Rio Uruguai en portuguès), és un riu d'Amèrica del Sud que va de nord a sud, formant la frontera natural entre el Brasil, l'Argentina i l'Uruguai, tot separant alguna de les províncies argentines de l'anomenada Mesopotàmia argentina dels altres dos països. Passa pels estats de Santa Catarina i Rio Grande do Sul, al Brasil; forma la frontera est de les províncies de Misiones, Corrientes i Entre Ríos, a l'Argentina; i conforma la frontera oest dels departaments d'Artigas, Salto, Paysandú, Río Negro, Soriano i Colonia, a l'Uruguai.
El riu fa uns 1.500 km de llarg i neix a la Serra do Mar (Brasil), just on el riu Canoas s'uneix al riu Pelotas, a uns 2.050 metres sobre el nivell del mar. En aquests primers trams, el riu transcorre per terrenys desnivellats i trencats, formant ràpids i cascades. Al seu pas per Rio Grande do Sul el riu no és navegable.

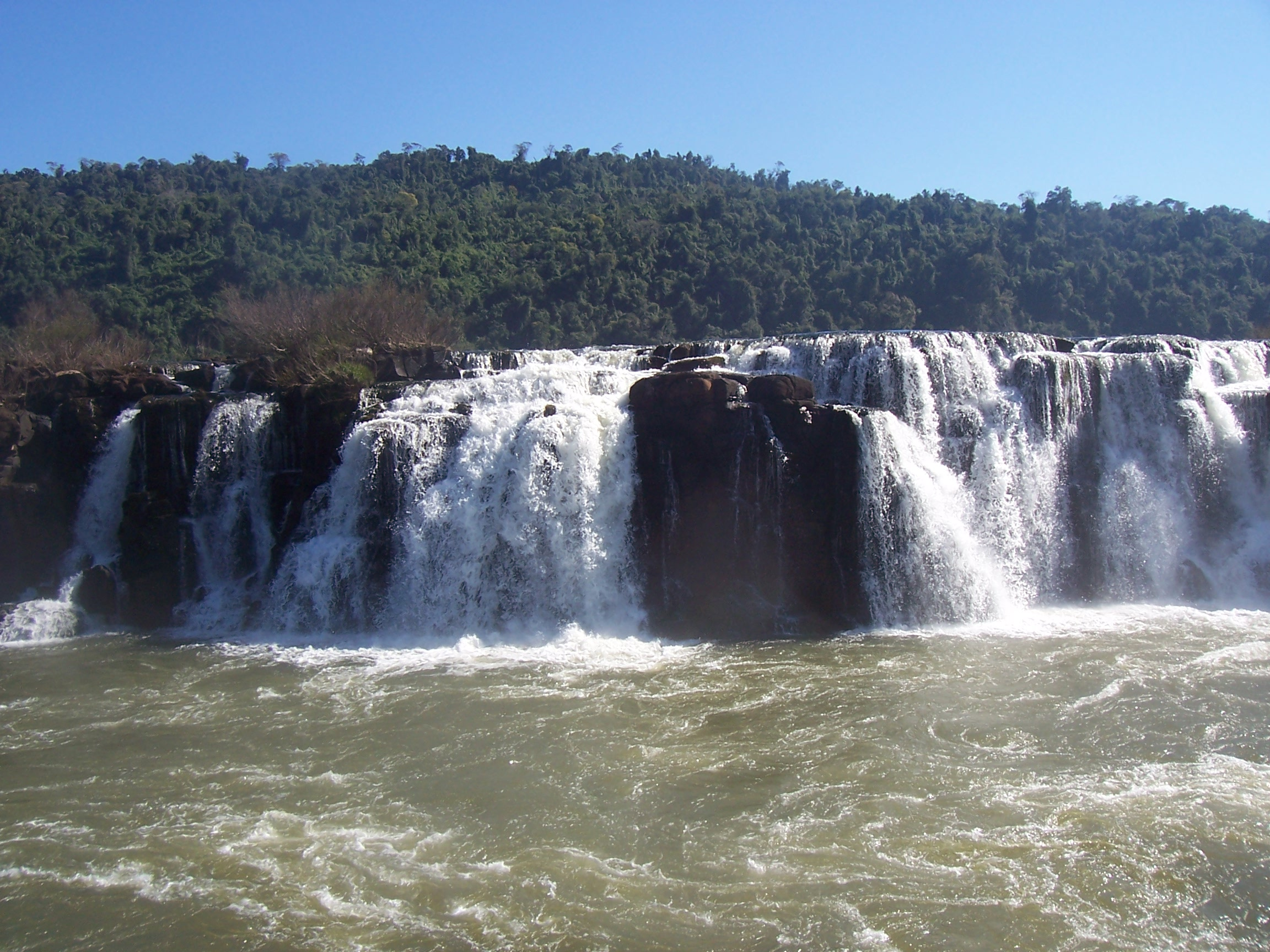
Les cascades de Moconá (també conegudes com a cascades de Yucumã), on el riu passa entre Argentina i Brasil, fan fins a 3 km d'amplada.

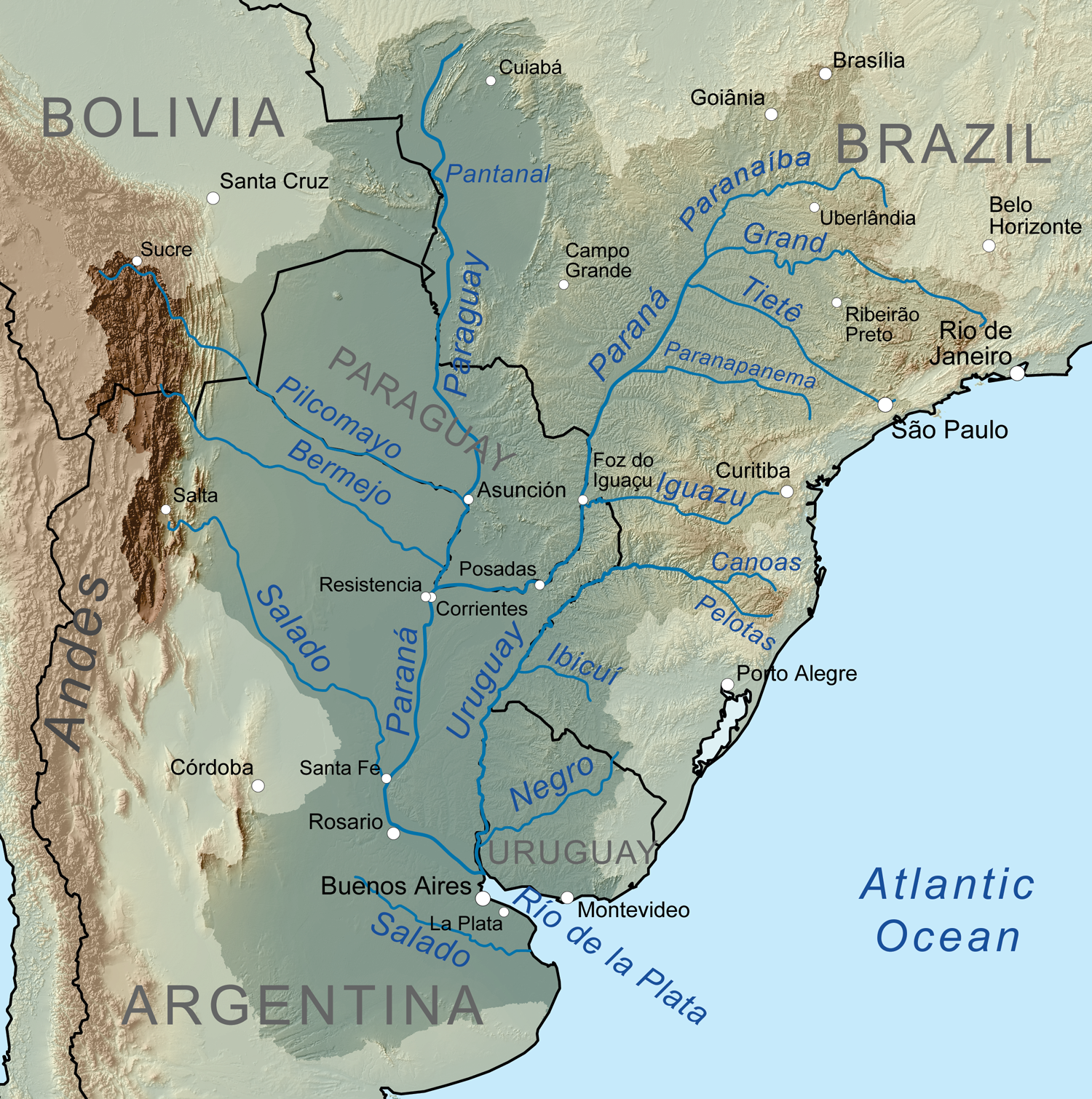
Mapa de la conca del riu de la Plata, que mostra el riu Uruguai que s'uneix al Paraná prop de Buenos Aires

Juntament amb el Riu Paranà, l'Uruguai forma l'estuari del Riu de la Plata. És navegable des de Salto Chico. Els seus principals afluents són el Riu Gualeguaychú i el Riu Negro, que neix al sud del Brasil i recorre 500 km per la República de l'Uruguai fins a la seva confluència amb l'Uruguai, que es troba a 100 km al nord de la confluència de l'Uruguai amb el Riu de la Plata, a Punta Gorda (Departament de Colonia, Uruguai).
El riu està travessat pel pont internacional Paso de los Libres-Uruguaiana, entre l'Argentina i el Brasil. També és creuat per altres tres ponts internacionals entre l'Argentina i l'Uruguai; de nord a sud: el Pont de Salto Grande, el Pont General Artigas i el Pont Libertador General San Martín.
La conca del riu Uruguai abasta una àrea 370.000 km². El seu rendiment econòmic principal és la generació d'electricitat a la Presa de Salto Grande).
El nom del riu prové de l'adaptació a l'espanyol del nom donat pels guaranís aborígens (Urugua'ý), que significa «riu dels ocells pintats».

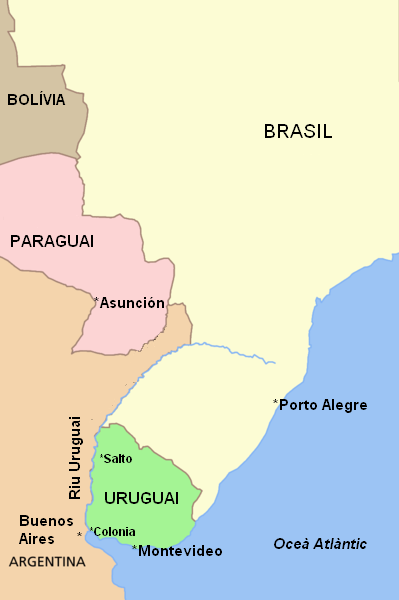
Mapa del curs del Riu Uruguai.

## Curs
El riu mesura uns 1.838 km de llargada i comença a la Serralada del Mar al Brasil, on s'uneixen el riu Canoas i el riu Pelotas, a uns 200 m per sobre del nivell mitjà del mar. En aquesta etapa el riu travessa un terreny irregular i trencat, formant ràpids i caigudes. El seu curs per Rio Grande do Sul no és navegable.
Una característica inusual del riu Uruguai és un Canyó submarí. Aquest canyó es va formar durant l'últim període glacial, quan el clima era més sec i el riu més estret. La seva profunditat és de fins a 100 m per sota del fons del canal del riu i té entre 1/8 i 1/3 d'amplada com el riu. El canyó només és visible en dos llocs, un dels quals és les cascades de Moconá (també anomenades cascades de Yucumã). No obstant això, les caigudes no són visibles durant 150 dies a l'any i s'assemblen més a ràpids quan no són visibles. A diferència de la majoria de cascades, les de Moconá són paral·leles al riu, no perpendiculars. Les caigudes són de 10 m a 12 m d'alçada i entre 1800 m i 3000 m d'ample. Són a 1.215 km de la desembocadura del riu. Les 17.491 ha del Turvo State Park, creat el 1947, protegeixen el costat brasiler de les cascades.
Juntament amb el riu Paraná, l'Uruguai forma l'estuari del riu de la Plata. És navegable des dels voltants de Salto Chico. El seu principal afluent és el riu Negro, que neix al sud del Brasil i travessa l'Uruguai durant 500 km fins a la seva confluència amb el riu Uruguai, que es troba a 100 km al nord de la confluència de l'Uruguai amb el riu de la Plata, a Punta Gorda, departament de Colònia, Uruguai.
El riu és travessat per cinc ponts internacionals anomenats (de nord a sud): Pont de la Integració i Pont Internacional Paso de los Libres-Uruguaiana, entre Argentina i Brasil; i el pont del Salto Grande, el pont General Artigas i el pont Libertador General San Martín entre Argentina i Uruguai.
La conca del riu Uruguai té una superfície de 365.000 km². El seu principal ús econòmic és la generació d'energia hidroelèctrica i està embassat en la seva part inferior per la presa de Salto Grande i per la presa d'Itá aigües amunt al Brasil.

## Origen del nom
El riu Uruguai va ser descobert, per europeus, entre el 10 i el 13 de gener de 1520 quan va ser explorat per la nau Santiago -comandada per Juan Rodríguez Serrano- de la Primera volta al món de Fernando de Magallanes. L'integrant de l'expedició anomenat Francisco Albo va comentar el descobriment en el seu Derrotero del viaje de Magallanes desde el Cabo de San Agustín en el Brasil, hasta el regreso a España de la Nao Victoria confonent al riu Uruguai amb el riu de Solís. En canvi Antonio Pigafetta, que també anava a l'expedició, va fer un croquis dels contorns del Riu de la Plata i va trucar a aquest Fiume de Johan de Solis:
| « | ... i allà vam sorgir i enviem al navili Santiago de longo de costa per veure si hi havia passatge, i el riu està 33 graus i mig al nord-est; i allí van trobar uns illots, i la boca d'un riu molt gran, era el riu de Solís é anava al nord, i així van prendre la volta de les naus, i la dita navili va estar lluny de nosaltres obra de 35 llegües, i van estar en venir quinze dies... | » |

En el planisferi Salviati (1526-1527) apareix el riu Uruguai amb la denominació «riu Sant Cristóbal». El nom Uruguai prové del guaraní i existeixen diverses explicacions sobre la seva etimologia:
- riu del país del urú o riu del urú. És la versió de Félix de Azara. El corcovado urú o, simplement és un ocell de la família odontophoridae (perdiu, guatlla, grisín) que habita en boscos tropicals i planes àrides fins a 1600 msnm. Es troba al Brasil, Paraguai i l'Argentina, especialment a la regió de les Missions.[11] D'aquesta manera, la traducció literal del guaraní seria: urú; gua, de; e i, aigua, aigua (riu) del urú;
- riu dels caragols. Aquest significat sorgeix d'una interpretació que va fer a finalitats del segle xviii l'enginyer José María Cabrer, qui va acompanyar al naturalista espanyol Félix de Azara en alguns dels seus viatges per la regió del Riu de la Plata, les Missions i Paraguai. Va dividir la paraula en uruguá, caragol o caragol de mar, i y, aigua (riu). Una recerca presentada a 2010 Uruguay per Cristhian Clavijo, del Museu Nacional d'Història Natural, dona suport a aquesta tesi. També Irene Cocchi i Rosario Gutiérrez, autores del llibre En el país de los caracoles, Urugua", subscriuen aquesta tesi. Els indígenes, habitants originals de la regió, estarien fent referència a una espècie de mol·lusc que conforma la fauna del riu Uruguai, el pomella megastoma (gasteròpode pertanyent a la família ampullariidae) abundant en el riu Uruguai. Els indígenes utilitzaven a aquests caragols com a aliment i també en alguns ritus. Les grans quantitats en enterraments indígenes oposats demostrarien la importància que tenien els caragols per als antics pobladors d'aquesta regió.[12][13]
- riu dels ocells. És una versió molt similar a la primera. L'afix uru seria designatiu d'ocell (urubú, urutaú, jaburú) i guay aigua (riu) de. La versió pampeana amb to gutural de uhay o vahy o tambe hy (Ayuhy, Iyuhy, Paraguai, Queguay, Iraí, Piraí, Ivahy) a través de temps hauria transformat el designatiu geogràfic;
- riu dels ocells pintats. Una interpretació poètica de Juan Zorrilla de Sant Martí;
- riu de les voltes o riu acaracolado. L'enginyer geògraf José María Reyes va sostenir que cabria també la interpretació de riu de les voltes, pels revolts que presenta el seu curs. Com l'idioma guaraní és ric en metàfores, una altra traducció podria ser riu caragolat (Vargas Gómez) o tortuós com un caragol (Mantilla);
- riu principal. Bautista C. de Almeida Nogueira ho va traduir com a riu principal (yruguaï) o "del canal" (ïruguá), confirmant així una antiga variant proposada pel sacerdot jesuïta Ruiz de Montoya: canal per on va la mare del riu.[14]

## Conflicte de la fàbrica de cel·lulosa
L'Argentina i l'Uruguai van viure un conflicte per la construcció de fàbriques de pasta al riu Uruguai. Dues empreses europees, ENCE i Botnia, van proposar construir plantes de processament de cel·lulosa a Fray Bentos, Uruguai, davant de Gualeguaychú, Argentina. Segons un tractat de 1975, l'Argentina i l'Uruguai havien d'acordar conjuntament les qüestions relacionades amb el riu Uruguai. Argentina va al·legar que l'Uruguai va trencar el tractat. A més, l'Argentina creia que l'empresa finlandesa Botnia estava contaminant els peixos i l'entorn global del riu, mentre que l'Uruguai creia que la planta no dipositava una gran quantitat de toxines al riu Uruguai.
A partir de l'abril del 2005, els veïns de Gualeguaychú, així com molts altres, van protestar, afirmant que les plantes contaminarien el riu que comparteixen els dos països. A principis de 2006, el conflicte es va convertir en una crisi diplomàtica, obligant a una de les empreses a traslladar el projecte 250 km al sud. A partir del desembre de 2005, els ponts internacionals que unien la província argentina d'Entre Ríos amb l'Uruguai van ser bloquejats de manera intermitent per manifestants argentins, provocant grans interrupcions en el trànsit comercial i el turisme.
El 2006, l'Argentina va portar la disputa davant la Tribunal Internacional de Justícia. El 2 d'octubre de 2009, la CIJ va completar les audiències entre Argentina i Uruguai sobre la disputa. L'any 2010, el tribunal va dictaminar que, tot i que l'Uruguai no va informar l'Argentina de la construcció de les fàbriques de pasta, els molins no van contaminar el riu, per la qual cosa el tancament de la fàbrica de pasta restant seria injustificat. Més tard, el 2010, l'Argentina i l'Uruguai van crear una comissió mixta per coordinar les activitats al riu.

## Navegabilitat
La major part de la navegació sobre el riu Uruguai es concentra en el seu sector inferior, especialment entre les ciutats de Concepción de l'Uruguai, on està l'únic i molt actiu port d'aigües profundes del marge Argentina, i que es dedica a l'exportació de fusta, arròs elaborat i contenidors, sent també un important port receptor de combustibles líquids per a la distribució posterior d'aquest, en tota la Mesopotàmia, fins a la desembocadura en el Riu de la Plata.
No obstant això, l'Uruguai és navegable fins a Salto, per la presència de la central hidroelèctrica de Salto, i encara que aquesta va ser construïda amb un sistema de rescloses del costat argentí per a en un futur permetre aquesta navegabilitat, els mecanismes mai van ser instal·lats.
A més, el Salto Chico interromp la navegació mancant profunditat en el dragatge en els passos Vera i Almirón fa que la navegació al nord de Concepción de l'Uruguai, per a arribar als ports de Paysandú i Salt, es pugui concretar només per vaixells de gran importància reduïda. Aigües amunt, entre les ciutats de São Borja i Uruguaiana, també s'observen formes de navegació, encara que indefectiblement en embarcacions de petit port.
Aigües avall, el riu s'eixampla i corre amb menor velocitat cap a Paysandú i Fra Bentos, existint en aquesta ciutat un port d'aigües profundes, igual que a Nueva Palmira.

## Aprofitament del riu
L'aprofitament principal que es fa del riu és la generació d'energia hidroelèctrica, per mitjà de la resclosa Salt Gran (propietat de l'Uruguai i l'Argentina), que es troba localitzada prop del que prèviament era el salt que portava aquest mateix nom.
En territori brasiler es troben les rescloses de Itá, Machadinho, i Foz de Chapecó. A més existeix entre els governs de l'Argentina i el Brasil el projecte per a construir un complex hidroelèctric anomenat Garabí, 7 km aigües avall de la ciutat argentina de Garruchos i de la seva homònima brasilera, destinat a la provisió d'energia elèctrica, així com també a l'aprofitament de les terres adjacents per mitjà del reg i un altre similar anomenat San Pedro, situat entre la ciutat de Uruguayana i el riu Cuareim.

## Vegeu també

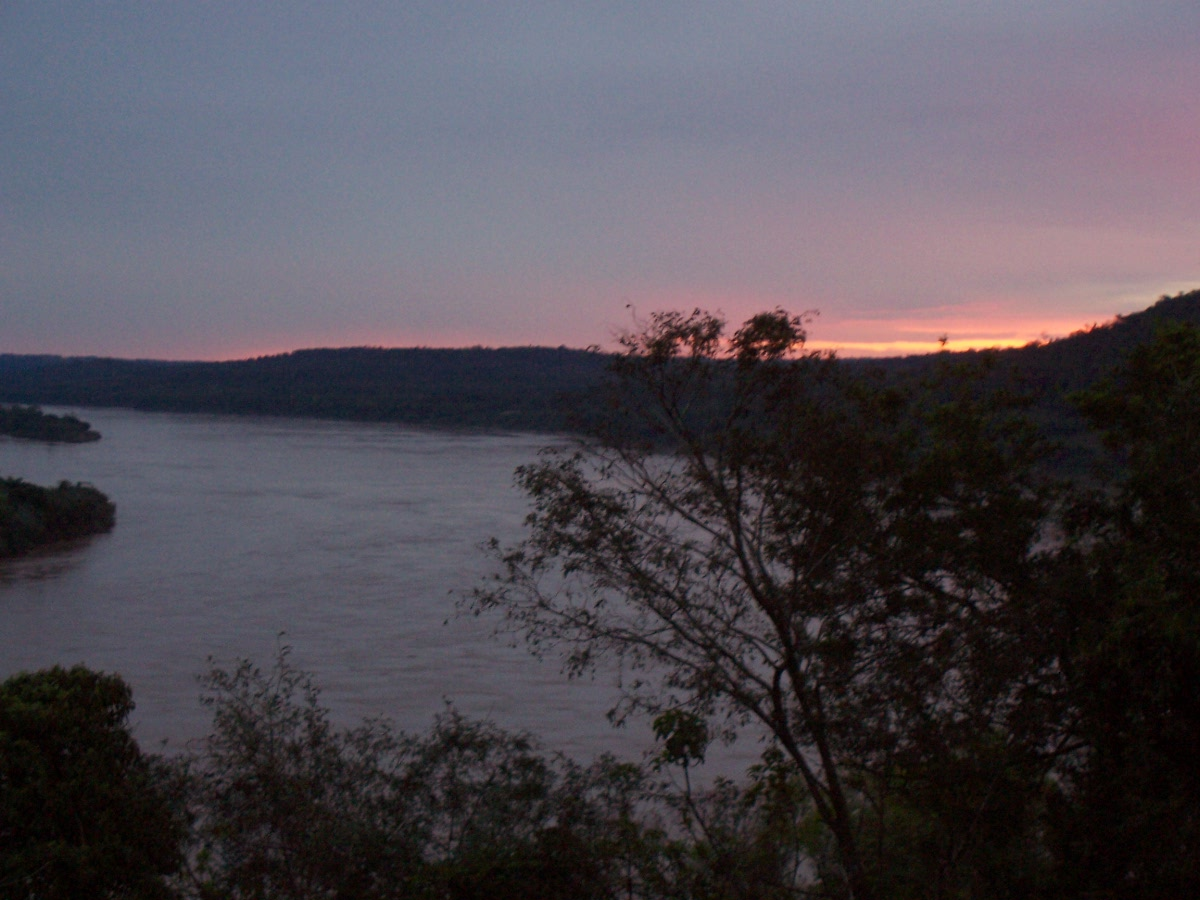
Posta de sol a l'Uruguai, des de Misiones, a l'Argentina.